# Tom E. Dahl
Tom E. Dahl (geboren vor 1977) ist ein Tonmeister.

## Leben
Dahl begann seine Karriere im Filmstab 1977 als Mischtonmeister bei den Dreharbeiten zu Earl Bellamys Actionfilm Speedtrap. Nach einigen weiteren kleinen Filmproduktionen und Fernsehfilmen nahm seine Karriere Mitte der 1980er Jahre an Fahrt auf, unter anderem arbeitete er an Conan der Zerstörer und Nummer 5 lebt!. 1988 war er für George Millers Horrorkomödie Die Hexen von Eastwick zusammen mit Wayne Artman, Tom Beckert und Art Rochester für den Oscar in der Kategorie Bester Ton nominiert, die Auszeichnung ging in diesem Jahr jedoch an Bernardo Bertoluccis Monumentalfilm Der letzte Kaiser.
Es folgten neben gelegentlichen Ausflügen ins Fernsehen einige weitere große Hollywoodproduktionen, darunter Glengarry Glen Ross, Good Will Hunting - Der gute Will Hunting, Falling Down – Ein ganz normaler Tag und Rush Hour. Ab Mitte der 1990er Jahre war er hauptsächlich an Disney-Produktionen tätig, darunter  Direct-to-Video-Filme wie Susi und Strolch 2: Kleine Strolche – Großes Abenteuer!, Pocahontas 2 – Die Reise in eine neue Welt und Cinderella 2 – Träume werden wahr. Ab Mitte der 2000er Jahre verlagerte sich sein Arbeitsschwerpunkt zum Fernsehen, wo er unter anderem an Fernsehserien wie Fringe – Grenzfälle des FBI, Once Upon a Time – Es war einmal … und Falling Skies wirkte.

## Filmografie (Auswahl)
- 1984: Conan der Zerstörer (Conan the Destroyer)
- 1986: Nummer 5 lebt! (Short Circuit)
- 1987:  Die Hexen von Eastwick (The Witches of Eastwick)
- 1988: Nummer 5 gibt nicht auf (Short Circuit 2)
- 1989: Tango und Cash (Tango & Cash)
- 1992: Glengarry Glen Ross
- 1992: Brennpunkt L.A. – Die Profis sind zurück (Lethal Weapon 3)
- 1993: Falling Down – Ein ganz normaler Tag (Falling Down)
- 1996: Scream – Schrei! (Scream)
- 1997: Good Will Hunting
- 1998: Rush Hour
- 2000: Shang-High Noon (Shanghai Noon)
- 2001: Die doppelte Nummer (Double Take)
- 2001: Max Keebles großer Plan (Max Keeble’s Big Move)
- 2001: Rush Hour 2
- 2007: Sydney White – Campus Queen (Sydney White)

## Nominierungen (Auswahl)
- 1988: Oscar-Nominierung in der Kategorie Bester Ton für Die Hexen von Eastwick